# Steven Caethoven
Steven Caethoven (* 9. Mai 1981 in Gent) ist ein ehemaliger belgischer Radrennfahrer.

## Werdegang
Steven Caethoven begann seine internationale Karriere 2004 bei dem belgischen Radsportteam Vlaanderen-T Interim. In seinem ersten Jahr gewann er das Eintagesrennen Brüssel–Ingooigem sowie jeweils eine Etappe bei der Regio Tour und der Tour de l’Avenir. Im nächsten Jahr gewann er die Auftaktetappe der Sachsen-Tour und übernahm so für einen Tag das Leadertrikot. In der Saison 2006 hatte er einige gute Top-Ten-Platzierungen, unter anderem bei der Eneco Tour und beim GP La Marseillaise. Außerdem gewann er die letzte Etappe der Rheinland-Pfalz-Rundfahrt nach Kaiserslautern. 2007 entschied er eine Etappe der Tour Down Under für sich, 2008 und 2008 jeweils eine Etappe der Tour de Normandie. 2013 beendete er seine Radsportlaufbahn.

## Familiäres
Sein Vater ist der ehemalige Radrennfahrer François Caethoven.

## Erfolge
2004
- Brüssel-Ingooigem
- eine Etappe Regio Tour
- eine Etappe Tour de l’Avenir

2005
- Leeuwse Pijl
- eine Etappe Sachsen-Tour

2006

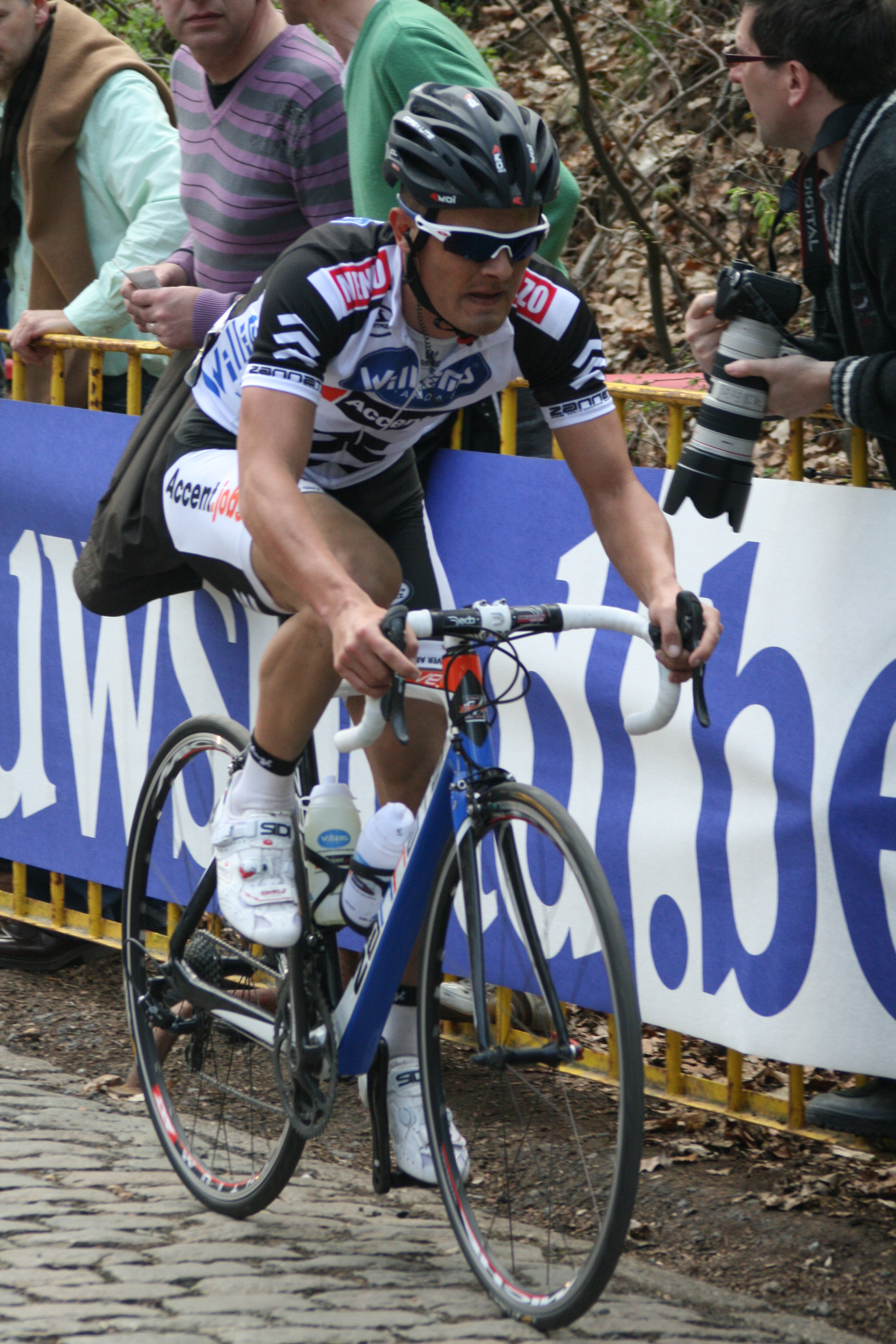
Caethvoen bei Gent–Wevelgem 2011

- eine Etappe Rheinland-Pfalz-Rundfahrt

2007
- eine Etappe Tour Down Under

2008
- eine Etappe Tour de Normandie

2009
- eine Etappe Tour de Normandie

2011
- eine Etappe Delta Tour Zeeland

2012
- Grote Prijs Jef Scherens